# Lista de personagens de Arrow

O elenco principal apareceu em uma imagem promocional para a segunda temporada. Da esquerda para a direita, Laurel (Cassidy), Slade (Bennett), Felicity (Rickards), Oliver (Amell), John (Ramsey), Thea (Holland) e Roy (Haynes).

Arrow é uma série de televisão americana desenvolvida por Greg Berlanti, Andrew Kreisberg e Marc Guggenheim, transmitida pela emissora The CW desde 10 de outubro de 2012, e estrelada por Stephen Amell. A série é baseada no personagem Oliver Queen / Arqueiro Verde da DC Comics, um homem que, depois de cinco anos preso em uma ilha hostil, volta para casa e se torna um herói empunhando um arco e flecha chamado de Arqueiro Verde.
Ao longo da série, Oliver se junta a outros em sua missão, entre eles o ex-soldado John Diggle (David Ramsey), a T.I. especialista e hacker experiente Felicity Smoak (Emily Bett Rickards), ex-assassina Sara Lance (Caity Lotz), o aspirante a vigilante Roy Harper (Colton Haynes), a irmã de Oliver, Thea (Willa Holland), e advogada e vigilante Laurel Lance (Katie Cassidy) . O grupo também recebe apoio do oficial Quentin Lance (Paul Blackthorne), pai de Laurel e Sara. Durante as primeiras cinco temporadas do show, os personagens do passado de Oliver aparecem em um arco de história separado, baseado nos flashbacks de Oliver, que destacam paralelos da história de Oliver que moldam os eventos da história principal. A partir da sétima temporada, uma série de flash-forward se concentra nos filhos de Oliver: William e Mia, explorando como os eventos atuais afetariam seu futuro e o legado de Arqueiro Verde. Na oitava temporada, o futuro de Oliver colidiu com seu presente, enquanto William e Mia, juntamente com Connor Hawke, viajaram para 2019, levando a Time Arrow a aprender sobre o futuro distópico de Star City.
A seguir se apresenta a lista de personagens apresentados na série, muitos dos personagens que apareceram na série são adaptados de personagens da DC Comics.

## Personagens principais

### Visão Geral
| Personagens                                               | Interpretado por    | Primeira Aparição          | Temporadas | Temporadas   | Temporadas   | Temporadas   | Temporadas   | Temporadas   | Temporadas   | Temporadas   |
| Personagens                                               | Interpretado por    | Primeira Aparição          | 1          | 2            | 3            | 4            | 5            | 6            | 7            | 8            |
| --------------------------------------------------------- | ------------------- | -------------------------- | ---------- | ------------ | ------------ | ------------ | ------------ | ------------ | ------------ | ------------ |
| Oliver Queen / Arqueiro Verde                             | Stephen Amell       | "Piloto"                   | Principal  | Principal    | Principal    | Principal    | Principal    | Principal    | Principal    | Principal    |
| Laurel Lance / Canário Negro (Terra-1)                    | Katie Cassidy       | "Piloto"                   | Principal  | Principal    | Principal    | Principal    | Participação | Participação | Participação | Participação |
| Tommy Merlyn                                              | Colin Donnell       | "Piloto"                   | Principal  | Participação | Participação |              |              | Participação | Participação | Participação |
| John Diggle / Espartano                                   | David Ramsey        | "Piloto"                   | Principal  | Principal    | Principal    | Principal    | Principal    | Principal    | Principal    | Principal    |
| Thea Queen / Speedy                                       | Willa Holland       | "Piloto"                   | Principal  | Principal    | Principal    | Principal    | Principal    | Principal    | Participação | Recorrente   |
| Moira Queen                                               | Susanna Thompson    | "Piloto"                   | Principal  | Principal    | Apenas Voz   |              | Participação |              |              | Participação |
| Quentin Lance                                             | Paul Blackthorne    | "Piloto"                   | Principal  | Principal    | Principal    | Principal    | Principal    | Principal    | Participação | Recorrente   |
| Felicity Smoak / Observadora                              | Emily Bett Rickards | "Pistoleiros Solitários"   | Recorrente | Principal    | Principal    | Principal    | Principal    | Principal    | Principal    | Participação |
| Roy Harper / Arsenal                                      | Colton Haynes       | "Habilidoso"               | Recorrente | Principal    | Principal    | Participação | Participação | Participação | Principal    | Recorrente   |
| Slade Wilson / Exterminador                               | Manu Bennett        | "Traição"                  | Recorrente | Principal    | Participação |              | Participação | Participação |              |              |
| Malcolm Merlyn / Arqueiro Negro                           | John Barrowman      | "Um Homem Inocente"        | Recorrente | Recorrente   | Principal    | Principal    | Recorrente   |              | Participação | Participação |
| Curtis Holt / Senhor Incrível                             | Echo Kellum         | "O Candidato"              |            |              |              | Recorrente   | Principal    | Principal    | Principal    | Participação |
| Adrian Chase / Prometheus                                 | Josh Segarra        | "Uma Questão de Confiança" |            |              |              |              | Principal    | Participação |              | Participação |
| Laurel Lance / Sereia Negra / Canário Negro (Terra-2)     | Katie Cassidy       | "O Que Deixamos Para Trás" |            |              |              |              | Recorrente   | Principal    | Principal    | Principal    |
| Rene Ramirez / Cão Raivoso                                | Rick Gonzalez       | "Legado"                   |            |              |              |              | Recorrente   | Principal    | Principal    | Principal    |
| Dinah Drake / Canário Negro                               | Juliana Harkavy     | "Quem É Você?"             |            |              |              |              | Recorrente   | Principal    | Principal    | Principal    |
| Ricardo Diaz                                              | Kirk Acevedo        | "Promessas Cumpridas"      |            |              |              |              |              | Recorrente   | Principal    |              |
| Emiko Queen / Falso Arqueiro Verde                        | Sea Shimooka        | "Desmascarado"             |            |              |              |              |              |              | Principal    | Participação |
| William Clayton (adulto)                                  | Ben Lewis           | "Detento 4587"             |            |              |              |              |              |              | Recorrente   | Principal    |
| Mia Smoak-Queen / Estrela Negra / Arqueira Verde (adulta) | Katherine McNamara  | "Desmascarado"             |            |              |              |              |              |              | Principal    | Principal    |
| Connor Hawke (adulto)                                     | Joseph David-Jones  | "Arqueiro Esmeralda"       |            |              |              |              |              |              | Recorrente   | Principal    |
| Mar-Novu / Monitor                                        | LaMonica Garrett    | "Outros Mundos, Parte 2"   |            |              |              |              |              |              | Participação | Principal    |

### Oliver Queen / Arqueiro Verde
Oliver Queen (Stephen Amell), depois de sobreviver ao naufrágio do iate de sua família, ficou isolado em uma ilha com o status de falecido por cinco anos. Os acontecimentos e pessoas encontradas na ilha o mudaram extraordinariamente, de um playboy bilionário ele passou a ser o vigilante (Arqueiro). Ao retornar para sua cidade natal com a missão de corrigir os erros de seu pai, Oliver percebe que não vai ser tão fácil como imaginava, terá que esconder sua identidade como herói de todos que são próximos, a fim de protegê-los. Seus pais são Robert e Moira Queen, sua irmã é Thea Queen. Seu melhor amigo é Tommy Merlin, sua amante é Sara Lance e sua ex-namorada Laurel Lance. Ele forma uma parceria forte com John Diggle e Felicity Smoak, um trio admirável quando o assunto é combater vilões e cuidar um do outro.
Ele também aparece nos spin-offs do Universo Arrow, The Flash, Legends of Tomorrow e Supergirl, além da websérie animada da Vixen. Ele também desempenha um papel central nos eventos anuais dos crossovers da Universo Arrow.
No episódio da segunda temporada de The Flash, "Bem Vindo a Terra-2", é revelado que o doppelganger da Terra-2 de Oliver morreu no acidente do barco.
O personagem é baseado no personagem de quadrinhos da Comics, Arqueiro Verde.

### Laurel Lance / Canário Negro (Terra-1)
Laurel Lance (Katie Cassidy) é uma advogada que vive em Starling City, filha de Dinah e Quentin Lance, um detetive de polícia e uma professora, sua irmã mais nova é Sara Lance. Ela também é a ex-namorada de Oliver Queen, seu relacionamento terminou quando Oliver naufragou e foi dado como morto por cinco anos. O acidente também revelou a traição de Oliver e Sara, que também foi dada como morta no acidente. Laurel sofreu muito e passou a ter ódio de Oliver, o culpando também pela morte de sua irmã. Após o falecimento de Tommy, seu namorado, melhor amigo de Oliver, Laurel começa a se drogar. Após perder mais uma vez sua irmã mais nova, Sara, Laurel decide deixar as bebidas alcoólicas e seguir seu legado como a heroína Canário Negro nas ruas de Starling City.
A personagem é baseada na personagem da DC Comics, Canário Negro.

### Tommy Merlyn
Tommy Merlyn (Colin Donnell) é o melhor amigo de Oliver, e assim como ele, tem sentimentos por Laurel. Seu pai é Malcolm Merlyn, o grande vilão da primeira temporada da série.
Na primeira temporada, Tommy é um playboy mimado que vive do apoio financeiro de Malcolm. Depois que Malcolm o interrompe, Tommy gerencia a boate de Oliver, Verdant, e sai com Laurel. Ele descobre o segredo de Oliver quando Oliver, como vigilante, salva Malcolm dos assassinos. A amizade de Oliver e Tommy é tensa com Tommy vendo Oliver como um assassino. Tommy depois termina com Laurel, pensando que Laurel pertence a Oliver. Tommy é morto resgatando Laurel de um prédio em colapso danificado pela máquina de terremoto de seu pai durante a Empresa.
Na segunda temporada, Oliver promete nunca mais matar na memória com Tommy. Uma imagem de Tommy é vista, chamando Oliver de herói. Também é revelado que ele é o meio-irmão paterno de Thea Queen. Na terceira temporada, Tommy aparece duas vezes em flashbacks. Ele viaja para Hong Kong procurando por Oliver, mas falha, e faz uma festa de aniversário enquanto tenta impedir Thea de usar drogas e se aproxima de Laurel. Na quinta temporada, o mundo dos sonhos dos Dominadores o mencionou como cirurgião cardiotorácico após concluir sua residência em Chicago (um aceno ao papel de Colin Donnell como Dr. Connor Rhodes em Chicago Med após deixar Arrow) e ele aparece como um fantasma quando Oliver sai o mundo dos sonhos.
Na sexta temporada, Christopher Chance personifica Tommy vestido como o Arqueiro Verde durante o julgamento de Oliver, alegando ter falsificado sua morte para proteger sua identidade de vigilante. No final da temporada, Oliver limpa a reputação de Tommy, admitindo ser o Arqueiro Verde. Na sétima temporada, Tommy aparece como uma alucinação, guiando Oliver sobre como lidar com Emiko Queen.
O doppelgänger da Terra-X de Tommy Merlyn é revelado como o Prometheus no mundo paralelo visto no crossover "Crise na Terra-X". Como seu doppelgänger, ele é amigo do Arqueiro Negro. Ao contrário de seu eu na Terra 1, Tommy tem habilidades (e até mesmo um estilo de traje de amálgama) consistentes com Malcolm Merlyn e Adrian Chase, e é membro dos Novos Nazistas com Arqueiro Negro, Overgirl e o Flash Reverso. Depois que Sara Lance e Alex Danvers o subjugam e o capturam, Tommy cruelmente insulta Oliver pelo apego ao seu falecido doppelgänger e se mata através da cápsula de cianeto, levando Oliver a ver o doppelgänger de Tommy como uma perversão.
Na oitava temporada, o Tommy Merlyn da Terra-2 é revelado como o Arqueiro Negro.
O personagem compartilha seu sobrenome com o personagem da DC Comics, Merlyn. Tommy Merlyn foi mais tarde apresentado como um ex-amigo que se tornou inimigo do personagem titular nos quadrinhos do Arqueiro Verde em Os Novos 52.

### John Diggle
John Diggle (David Ramsey), ao virar guarda-costas de Oliver, descobre a identidade do bilionário como vigilante e eles se tornam parceiros. Diggle é ex-militar e trabalha ajudando Oliver, Felicity, Sara, Roy e Laurel no combate ao crime. Se torna agente da A.R.G.U.S e líder do Esquadrão Suicida na segunda temporada da série, porém esporadicamente. Na terceira temporada, se torna pai e forma uma família com a agente Lyla Michaels, tentando conciliar sua vida de pai com a vida de ajudante do vigilante.

### Thea Queen
Thea Queen (Willa Holland) é uma jovem garota impulsiva e imatura, irmã de Oliver e filha de Moira Queen e Malcolm Merlyn. Ela ficou traumatizada quando seu irmão e seu pai foram anunciados como mortos e seu luto se resumiu em festas, drogas e bebidas. Quando criança, Oliver lhe deu o apelido de Speedy, porque ela costumava o idolatrar e correr atrás dele. Thea costuma chamar o irmão pelo apelido de Ollie. Ao retornar dos mortos, Ollie desaprova a vida que a irmã leva, ele se esforça para mudar isso pelo bem dela. Apesar de seu comportamento imprudente, Thea tem um bom coração e sempre tenta fazer a coisa certa. Ela é extremamente leal a seu irmão e pessoas que ama, muitas vezes, pensa com o coração e não com a cabeça, o que a coloca em situações perigosas.

### Moira Queen
Moira Queen (Susanna Thompson) é a mãe de Oliver e Thea, e é uma leoa quando se trata de seus filhos e esconde muitos segredos. Sobre ameaça do vingativo Malcolm Merlyn, ajudou a matar centenas de pessoas dos Glades. Na segunda temporada se candidata como prefeita de Starling City. No final da segunda temporada é assassinada por Exterminador que enfia sua espada nela.

### Quentin Lance
Quentin Lance (Paul Blackthorne) é ex-marido de Dinah e pai de Laurel e Sara, um detetive de polícia de Starling City. Nos quadrinhos da DC Comics, o pai de Laurel é Larry Lance, mas seu nome e personalidade foram mudados na série. Quentin culpa Oliver pela morte de sua filha, Sara, enquanto ela estava com ele no iate de sua família quando ele afundou. Lance também está lutando para capturar o vigilante, que ele vê como uma ameaça para a cidade pelo fato do vigilante quebrar a lei e matar na busca de parar o crime. Na segunda temporada, se torna aliado do Arqueiro, mesmo não sabendo de sua verdadeira identidade. Na terceira temporada, se torna comissário de polícia.

### Felicity Smoak / Observadora
- HQ: A primeira aparição de Felicity Smoak foi em maio de 1984, no gibi The Fury of Firestorm #23, ela foi criada pelo escritor Gerry Conway e o artista Rafael Kayanan. Durante uma das muitas batalhas entre super-seres que volta e meia acontecem em Manhattan, o super-herói Nuclear inadvertidamente magnetizou e destruiu vários programas que armazenavam softwares em desenvolvimento, causando um prejuízo enorme a empresa onde Felicity era gerente. No calor dos acontecimentos, ela confrontou o herói. Nuclear, numa atitude imatura, revidou transformando suas roupas em espuma de sabão, deixando-a nua em público. Felicity processou Nuclear pela humilhação. Mais tarde, Felicity começou a namorar o repórter Edward Raymond, pai de Ronald Raymond (identidade original de Nuclear). Quando casou com Edward, ela descobriu que seu enteado era o Nuclear. Porém, em vez de recriminá-lo ou confrontá-lo de alguma forma, Felicity mostrou-se uma aliada, tentando incentivá-lo a usar seus poderes com responsabilidade. Suas aparições geralmente envolviam uma tonalidade mais humorística, sempre fazendo o papel da "madrasta do herói" nos quadrinhos do personagem.

- TV: Na série Arrow, Felicity Smoak (Emily Bett Rickards) é técnica de TI da Corporações Queen e se torna primeiramente amiga de seu chefe Walter Steele, pouco depois ajudante e amiga de Oliver Queen e John Diggle. Felicity é muito curiosa e de vez em quando se envolve nas missões perigosas de Oliver. Como é proficiente com toda a tecnologia, Oliver quase sempre precisa de sua ajuda, embora no começo fique desconfiada dos pedidos de Oliver, nunca o trairia e é extremamente fiel. Ela é uma hacker de computador e perita em criações de dispositivos com tecnologia personalizadas. Felicity fala muito e tem o hábito de dizer involuntariamente coisas inapropriadas. Quando está nervosa, ela balbucia ainda mais do que o habitual. Oliver, em particular, a deixa nervosa, porque ela tem uma queda por ele. Felicity tem um grande senso de humor e as vezes é socialmente desajeitada. Depois de se tornar a personagem favorita de muitos fãs ao redor do mundo em duas temporadas, a personagem Felicity Smoak entrou para o universo dos Novos 52, respeitando sua versão televisiva e com a primeira aparição na edição Green Arrow #35, de 2014. Na série, Felicity e Oliver namoraram durante um pequeno período de tempo, e na 4 temporada Oliver a pede em casamento, na mesma noite eles sofrem uma emboscada e ela leva um tiro e fica paraplégica. Ela se separa dele pouco tempo depois do noivado após descobrir que Oliver mentiu para ela, sobre seu filho, William.

### Roy Harper / Arsenal
Roy Harper (Colton Haynes) é morador dos Glades, periferia de Starling City, e namora Thea, irmã de Oliver. Se torna fascinado pelo vigilante após ser salvo por ele. Na segunda temporada ele adquire poderes após ser usado como cobaia em experimentos, sendo infectado pelo Mirakuru. Devido a isso, é treinado por Oliver e se une a equipe do Arqueiro Verde para combater o crime. Na terceira temporada, torna-se oficialmente Arsenal, ajudante de Oliver. É baseado no personagem de mesmo nome, da DC Comics.

### Slade Wilson / Exterminador
Slade Wilson (Manu Bennett) é um agente do Serviço Secreto de Inteligência Australiano, uniu-se a Oliver e Shado durante sua estadia na ilha, onde se apaixonou por Shado. Como Roy, ele adquiriu poderes meta-humanos devido a infecção com o Mirakuru, mas no final da temporada ele perde seus poderes após Felicity injetar a cura nele. É baseado no personagem Exterminador, da DC Comics.

### Malcolm Merlyn / Arqueiro Negro
Malcolm Merlyn (John Barrowman) é pai de Tommy Merlyn e lidera uma organização secreta que possui planos obscuros para a cidade e que tem Moira como uma das aliadas. É revelado na segunda temporada que ele foi amante de Moira e é o verdadeiro pai de Thea. Na terceira temporada, se muda para Corto Maltese com a filha para treiná-la e se torna um alvo de Ra's al Ghul e a Liga dos Assassinos. É baseado no personagem Merlyn, da DC Comics.

### Curtis Holt / Sr. Incrível
Curtis Holt (Echo Kellum) é um sábio tecnológico, inventor e campeão olímpico de decatlo, que trabalha com Felicity na Palmer Technologies. Ele ajuda a resgatar Ray Palmer de Damien Darhk. No episódio "Beacon of Hope", ele descobre a identidade secreta de Oliver e os ajuda a derrotar Brie Larvan. Então, ele ajuda Felicity e Noah a desativar Rubicon para parar a C.O.L.M.É.I.A. É baseado no personagem Senhor Incrível, da DC Comics.

### Adrian Chase / Prometheus
Adrian Chase (Josh Segarra) é o novo promotor público de Star City que ajuda Oliver Queen. Mais tarde, é revelado que ele é Prometheus.

### Laurel Lance / Sereia Negra / Canário Negro (Terra-2)
Laurel Lance (Katie Cassidy), após a morte da Laurel Lance da Terra-1 na quarta temporada, uma versão antagônica do personagem da Terra-2 é apresentada, a Sereia Negra (também interpretada por Cassidy). Ela finalmente se redime e retorna à Terra-2 como o heroína Canário Negro. Como seu doppelgänger, ela também estava envolvida romanticamente com o Oliver Queen de sua Terra antes de sua morte. Aparecendo originalmente em The Flash, a personagem foi promovido a personagem regular em Arrow a partir da sexta temporada.
A personagem é baseada na personagem da DC Comics, Canário Negro.

### Rene Ramirez / Cão Selvagem
Rene Ramirez (Rick Gonzalez) é um vigilante de Star City cujas ações imprudentes e cautelosas levam o Arqueiro Verde a guiá-lo. Seu traje de vigilante consiste em roupas normais, com uma máscara de hóquei para esconder sua identidade, a imagem de cachorro vermelho na camisa do uniforme dá nome ao seu apelido de "Cão Selvagem". Já treinado como soldado, Rene recebe treinamento adicional de Oliver e se torna um combatente habilidoso. Antes de se tornar um vigilante, Rene matou um criminoso em defesa de sua família, o que levou à morte de sua esposa durante uma briga, sua filha Zoe foi colocada em um orfanato devido aos seus problemas com álcool. Com a ajuda de Curtis Holt, Rene busca ações legais para recuperar sua filha. Mais tarde, ele se torna assistente de Quentin Lance para ajudá-lo a reformar Star City politicamente e eles se tornam amigos.

### Dinah Drake / Canário Negro
Dinah Drake (Juliana Harkavy) é uma detetive, anteriormente do Departamento de Polícia de Central City. Ela usava o disfarce de "Tina Boland" para investigar uma suspeita de narcotráfico, junto com seu namorado, que foi morto após ambos serem descobertos policias durante a investigação. Após a explosão do acelerador de partículas, ela recebe a capacidade de produzir ondas sonoras com seu grito e persegue o líder do cartel de drogas para se vingar da morte de seu parceiro. Oliver e sua equipe a procuram e a recrutam para substituir a Laurel Lance como a Canário Negro. Dinah entrou para o Departamento de Polícia de Star City depois que se estabeleceu na cidade.
Harkavy foi promovida ao elenco principal na sexta temporada, após sua personagem sobreviver às explosões em Lian Yu.
Na sétima temporada, ela é revelada como a Canário Negro, após usar seu "grito da canário" para salvar a vida do prefeito Pollard. Quando Dinah tem sua garganta cortada por Stanley Dover, ela perde a capacidade de emitir o "grito da canário". Ela recebe o colar do grito de Sara Lance e volta a poder emitir o grito.

### Ricardo Diaz / Dragão
Ricardo Diaz (Kirk Acevedo), quando ele aparece pela primeira vez, é um traficante, que lidera uma equipe de criminosos de rua e cientistas no desenvolvimento de um esteroide experimental usado por John Diggle para tratar de seus tremores. Mais tarde, ele é revelado como o principal antagonista da sexta temporada, que manipula os eventos das vidas de Oliver Queen e Cayden James nos bastidores, ao matar James, Diaz admite que orquestrou a morte de seu filho e se prepara para lançar seu próprio esquema para dominar Star City com o apoio de juízes, políticos e policiais corruptos. Com a ajuda de Samanda Watson e do FBI, os políticos e policiais corruptos de Diaz são presos. Diaz fere mortalmente Quentin Lance, mas consegue escapar da captura quando é derrubado de um prédio na água pela Sereia Negra. Diaz retorna mas fica escondido do FBI e do Time Arrow.

### Emiko Queen / Arqueiro Verde
Emiko Queen (Sea Shimooka), também conhecida como Emiko Adachi, é a filha ilegítima de Robert Queen e, portanto, a meia-irmã paterna de Oliver Queen. Ela também é revelada como a principal antagonista do arco da sétima temporada. Quando ela e a mãe são abandonadas por Robert Queen, Emiko começa a trabalhar como mensageira para organizações criminosas, através das quais entra em contato com Dante, um membro do Nono Círculo. Dante coloca Emiko sob seu controle e começa a treiná-la, mas ainda com a esperança de poder se reconectar com o Queens. No entanto, Dante diz a ela para escolher entre sua família e o Nono Círculo. Quando Robert não está disposto a reconhecer Emiko como sua filha e rejeita sua proposta para uma empresa chamada Queen Materials, Emiko escolhe não lhe dar informações sobre os explosivos plantados a bordo do Queen's Gambit  antes da viagem onde afundou. Subindo no poder, Emiko se torna secretamente a líder do Nono Círculo nos eventos da sétima temporada.

### Mia Smoak / Estrela Negra
Mia Smoak (Katherine McNamara) é a filha de Oliver Queen e Felicity Smoak, nascida em 2019. Criada em segredo longe de Star City em Bloomfield, um bairro da A.R.G.U.S., onde ela cresceu sem o pai. Mia é uma lutadora talentosa, devido a seu treinamento com Nyssa al GHul ao longo de sua infância e adolescência. Depois de saber que sua mãe ainda está secretamente atuando como vigilante, Mia foge de casa e vai para Star City, assumindo o apelido de Estrela Negra. Quando ela é encontrada pela primeira vez no flashforward de 2040, Estrela Negra é uma lutadora de gaiolas que não gosta de vigilantes. Eventualmente, ela se encontra com Dinah Drake, Roy Harper, Zoe Ramirez e seu meio-irmão William, que estão tentando descobrir o que aconteceu com Felicity. Os dois meio-irmãos, que antes não se conheciam, se conectam, e Mia pergunta a William sobre que tipo de homem o pai deles era. Mia e seu parceiro Connor se juntam ao grupo para resgatar Felicity da empresa Galaxy One, após encontra-lá Mia se reconcilia com sua mãe, após ter entendido sobre as dificuldades que Felicity e Oliver haviam passado. Depois de derrubar o Galaxy One, Felicity, Dinah e Roy confiam a Mia, Connor, William e Zoe a proteção de Star City.
Ao lutar contra o filho de John Diggle, parceiro de seu pai, John iggle Jr., que assumiu o manto do Exterminador, Mia, William e Connor inexplicavelmente viajaram no tempo para 2019, onde Mia conhece seu pai antes de sua morte profetizada. Mia inicialmente mantém distância de seu pai por ressentimento, mas finalmente decide conhecê-lo antes de retornar ao seu tempo. Durante a crise das terras infinitas, Oliver escolhe Mia como sua sucessora, como a Arqueira Verde.

### William Clayton
William Clayton (Ben Lewis) é o filho ilegítimo de Oliver com Samantha Clayton. William aparece pela primeira vez na quarta temporada quando criança, interpretado por Jack Moore. Ele desenvolve uma relação com Oliver e descobre o segredo de seu pai no final da quinta temporada. Na sexta temporada, William está morando com Oliver depois que sua mãe Samantha é morta por Prometheus. Enquanto sua fé em super-heróis é abalada após o fracasso de Oliver em salvar sua mãe, ele finalmente se une a ele e começa a ver Felicity como uma mãe. Ela também inspira William nas áreas de engenharia e tecnologia. Na sétima temporada, depois de se tornar alvo de criminosos como Damien Darhk, Adrian Chase, Ricardo Diaz e Stanley Dover, William escolhe ir morar com seus avós para ter uma vida normal longe do Arqueiro Verde. Sem o conhecimento dele, seus avós mais tarde cortam todos os seus laços com seu pai e madrasta, levando-o a acreditar que eles o abandonaram.
Nos flashforwards de 2040, William é um adulto rico e o proprietário de uma empresa chamada Harris Consolidated, secretamente financiada pela Felicity. Ele também se assume como gay. Seguindo as pistas deixadas por Felicity, William reúne um grupo de pessoas que inclui os antigos associados de seu pai, Dinah Drake e Roy Harper, Zoe Ramirez e Mia Smoak, a filha secreta de Oliver e Felicity. Os dois meio-irmãos formam um relacionamento e, juntamente com seus aliados, partem para salvar Star City. William aceita seu papel na missão, desafiando a tentativa de sua madrasta de bancá-lo.

### Connor Hawke
Connor Hawke (Joseph David-Jones) é o filho biológico de Ben Turner. Aparecendo como criança (interpretado por Aiden Stoxx) na atual linha do tempo, John Diggle fornece a Connor um abrigo seguro na A.R.G.U.S. enquanto seu pai ajuda o Time Arrow a salvar Star City do Nono Círculo. Connor aparece principalmente nos flashforwards de 2040, onde trabalha como agente da Knightwatch, É revelado que Connor foi adotado por Diggle e Lyla Michaels sob o futura circunstâncias reveladas. Diggle confiou a Connor o segredo dos pais de Mia Smoak e pediu que ele a protegesse. Enquanto Connor começa a trabalhar junto com Mia, com os dois também compartilham uma conexão romântica. Ele tem um relacionamento tenso com seu irmão adotivo John Diggle Jr., que se tornou o líder de uma gangue criminosa de Exterminadores.

### Mar Novu / O Monitor
Mar Novu / O Monitor (LaMonica Garrett), é um Multiversal testando diferentes Terras no multiverso, em preparação para uma iminente "crise". Durante o crossover Elseworlds, o Monitor faz um acordo com Oliver, ajudando-o a salvar a vida de Barry Allen e Kara Zor-El em troca de sua ajuda durante a crise. No final da sétima temporada, o Monitor vem buscar Oliver e revela que o mesmo morrerá na crise.
Na oitava temporada, o Monitor envia Oliver para a Terra-2 para obter partículas Dwarf Star, únicas para esse universo.

## Personagens recorrentes

### Visão Geral
| Ator                     | Personagem                            | Temporadas   | Temporadas   | Temporadas   | Temporadas   | Temporadas   | Temporadas   | Temporadas   | Temporadas   |
| Ator                     | Personagem                            | 1            | 2            | 3            | 4            | 5            | 6            | 7            | 8            |
| ------------------------ | ------------------------------------- | ------------ | ------------ | ------------ | ------------ | ------------ | ------------ | ------------ | ------------ |
| Colin Salmon             | Walter Steele                         | Recorrente   | Recorrente   |              |              |              |              |              |              |
| Jamey Sheridan           | Robert Queen                          | Recorrente   |              | Participação | Participação | Participação |              | Participação |              |
| Annie Ilonzeh            | Joanna De La Vega                     | Recorrente   | Participação |              |              |              |              |              |              |
| Roger Cross              | Lucas Hilton                          | Recorrente   | Participação | Participação |              |              |              |              |              |
| Jacqueline MacInnes Wood | Sara Lance / Canário / Canário Branco | Participação |              |              |              |              |              |              |              |
| Caity Lotz               | Sara Lance / Canário / Canário Branco |              | Recorrente   | Recorrente   | Recorrente   | Participação | Participação | Participação |              |
| Kelly Hu                 | Chien Na Wei / China White            | Recorrente   | Participação | Participação |              | Participação |              | Participação | Participação |
| Byron Mann               | Yao Fei Gulong                        | Recorrente   |              |              |              | Participação |              |              | Participação |
| Christie Laing           | Carly Diggle                          | Recorrente   |              |              |              |              |              |              |              |
| Sebastian Dunn           | Edward Fyers                          | Recorrente   |              |              |              |              |              |              |              |
| Jeffrey C. Robinson      | Bill "Billy" Wintergreen              | Recorrente   |              |              |              | Participação |              |              |              |
| Chelah Horsdal           | Kate Spencer                          | Participação | Recorrente   |              |              |              |              |              |              |
| Janina Gavankar          | McKenna Hall                          | Recorrente   |              |              |              |              |              |              |              |
| Adrian Holmes            | Frank Pike                            | Participação | Recorrente   | Participação | Participação | Recorrente   | Participação |              |              |
| Celina Jade              | Shado                                 | Recorrente   | Recorrente   |              | Participação |              | Participação |              |              |
| Chin Han                 | Frank Chen                            | Recorrente   |              |              |              |              |              |              |              |
| Audrey Marie Anderson    | Lyla Michaels / Precursora            | Participação | Recorrente   | Recorrente   | Recorrente   | Recorrente   | Participação | Recorrente   | Recorrente   |
| Summer Glau              | Isabel Rochev / Devastadora           |              | Recorrente   |              |              |              |              |              |              |
| Dylan Bruce              | Adam Donner                           |              | Recorrente   |              |              |              |              |              |              |
| Keri Adams               | Bethany Snow                          |              | Recorrente   | Recorrente   | Recorrente   | Recorrente   | Recorrente   | Recorrente   |              |
| Kevin Alejandro          | Sebastian Blood / Irmão Sangue        |              | Recorrente   |              |              |              |              |              |              |
| Teryl Rothery            | Jean Loring                           |              | Recorrente   |              |              |              | Participação |              |              |
| Bex Taylor-Klaus         | Pecado                                |              | Recorrente   | Participação |              |              |              | Participação |              |
| Jesse Hutch              | Daily                                 |              | Recorrente   |              |              |              |              |              |              |
| David Nykl               | Anatoli Knyazev                       |              | Recorrente   |              |              | Recorrente   | Recorrente   | Participação | Participação |
| Dylan Neal               | Dr. Anthony Ivo                       |              | Recorrente   |              |              |              |              |              |              |
| Cynthia Addai-Robinson   | Amanda Waller / Sabiá                 |              | Recorrente   | Recorrente   | Participação |              |              |              |              |
| Katrina Law              | Nyssa al Ghul                         |              | Participação | Recorrente   | Recorrente   | Participação | Participação | Participação |              |
| Karl Yune                | Maseo Yamashiro / Sarab               |              |              | Recorrente   |              |              |              |              |              |
| Rila Fukushima           | Tatsu Yamashiro / Katana              |              |              | Recorrente   | Participação |              |              |              | Participação |
| J.R. Ramirez             | Ted Grant / Pantera                   |              |              | Recorrente   |              |              |              |              |              |
| Brandon Routh            | Ray Palmer / Átomo                    |              |              | Recorrente   | Recorrente   | Participação |              |              |              |
| TBA                      | Sara Diggle                           |              |              | Recorrente   | Recorrente   |              |              |              |              |
| Brandon Nomura           | Akio Yamashiro                        |              |              | Recorrente   |              |              |              |              |              |
| Matt Nable               | Ra's al Ghul                          |              |              | Recorrente   |              |              |              |              |              |
| Charlotte Ross           | Donna Smoak                           |              |              | Participação | Recorrente   |              | Participação |              |              |
| Austin Butler            | Chase                                 |              |              | Recorrente   |              |              |              |              |              |
| Marc Singer              | Matthew Schrieve                      |              |              | Recorrente   |              |              |              |              |              |
| Eugene Byrd              | Andy Diggle                           |              |              | Participação | Recorrente   |              |              |              |              |
| Adrian Glynn McMorran    | Michael Amar / Murmúrio               |              |              | Participação | Recorrente   |              |              |              |              |
| Neal McDonough           | Damien Darhk                          |              |              |              | Recorrente   | Participação |              |              |              |
| Jimmy Akingbola          | Baron Reiter                          |              |              |              | Recorrente   |              |              |              |              |
| Elysia Rotaru            | Taiana Venediktov                     |              |              |              | Recorrente   |              |              |              |              |
| Alexander Calvert        | Lonnie Machin / Anarquia              |              |              |              | Recorrente   | Participação |              |              |              |
| Ryan Robbins             | Conklin                               |              |              |              | Recorrente   |              |              |              |              |
| Parker Young             | Alex Davis                            |              |              |              | Recorrente   |              |              |              |              |
| Janet Kidder             | Ruvé Adams                            |              |              |              | Recorrente   |              |              |              |              |
| Chernier Hundal          | Paul Holt                             |              |              |              | Recorrente   | Participação |              |              |              |
| Tom Amandes              | Noah Kuttler / Calculador             |              |              |              | Recorrente   |              | Participação |              |              |
| Venus Terzo              | Dra. Elisa Schwartz                   |              |              |              | Participação | Participação | Recorrente   | Participação |              |
| Madison McLaughlin       | Evelyn Sharp / Artemis                |              |              |              | Participação | Recorrente   |              |              |              |
| Chad L. Coleman          | Tobias Church                         |              |              |              |              | Recorrente   |              |              |              |
| Tyler Ritter             | Billy Malone                          |              |              |              |              | Recorrente   |              |              |              |
| Mike Dopud               | Viktor                                |              |              |              |              | Recorrente   |              |              |              |
| Joe Dinicol              | Rory Regan / Retalho                  |              |              |              |              | Recorrente   |              | Participação |              |
| Carly Pope               | Susan Williams                        |              |              |              |              | Recorrente   |              |              |              |
| Dolph Lundgren           | Konstantin Kovar                      |              |              |              |              | Recorrente   |              |              |              |
| David Meunier            | Ishmael Gregor                        |              |              |              |              | Recorrente   |              |              |              |
| Lexa Doig                | Talia al Ghul                         |              |              |              |              | Recorrente   |              | Participação | Participação |
| Kacey Rohl               | Alena                                 |              |              |              |              | Recorrente   | Participação | Recorrente   |              |
| Clayton Chitty           | Vincent Sobel / Vigilante             |              |              |              |              | Recorrente   |              |              |              |
| Johann Urb               | Vincent Sobel / Vigilante             |              |              |              |              |              | Recorrente   |              |              |
| Evan Roderick            | Nick Anastas                          |              |              |              |              |              | Recorrente   | Recorrente   |              |
| Eliza Faria              | Zoe Ramirez                           |              |              |              |              | Participação | Recorrente   | Recorrente   |              |
| Sydelle Noel             | Samandra Watson                       |              |              |              |              |              | Recorrente   | Participação |              |
| Michael Emerson          | Cayden James                          |              |              |              |              |              | Recorrente   |              |              |
| Tobias Jelinek           | Sheck                                 |              |              |              |              |              | Recorrente   |              |              |
| Pej Vahdat               | Sam Armand                            |              |              |              |              |              | Recorrente   |              |              |
| Tina Huang               | Kimberly Hill                         |              |              |              |              |              | Recorrente   |              |              |

### Sara Lance
Sara Lance (Caity Lotz), irmã mais nova de Laurel e filha de Dinah e Quentin Lance, sobreviveu assim como Oliver ao naufrágio do iate e retornou a sua cidade natal como Canário, trazendo consigo vários mistérios, dentre os quais, que fez parte da Liga dos Assassinos e tinha Ra's al Ghul como mestre. Posteriormente, se une a equipe de vigilantes de Oliver e retoma seu relacionamento amoroso com ele, até ser assassinada e sua irmã mais velha, Laurel, assumir seu legado. Mais tarde, ela é ressuscitada através do Poço de Lázaro e assume o manto de Canário Branco, unindo-se a outros heróis da DC Comics para salvar o universo. É baseada na personagem Canário Negro da DC Comics.

### Helena Bertinelli
Helena Bertinelli (Jessica De Gouw) é uma caçadora que busca vingança contra seu pai chefe da máfia e seus associados por assassinar seu noivo. Oliver faz uma conexão com ela e tenta ajudá-la. Eles desenvolvem sentimentos um pelo outro até que Helena vê Oliver falar com Laurel, Helena percebe que Oliver ainda tem sentimentos por Laurel. Isso provoca um racha entre Helena e Oliver. No final, Oliver impede Helena de matar seu pai e colocá-lo na cadeia, tornando um inimigo de Helena, que queria vingança não justiça. É baseada na personagem de mesmo nome, da DC Comics.

### Robert Queen
Robert Queen (Jamey Sheridan) é o marido falecido de Moira, o pai de Oliver, e pai legal de Thea. Apesar de seu casamento com Moira, Robert não era um marido fiel, tendo muitos casos ilícitos fora de seu casamento, incluindo com a estagiária de sua empresa Isabel Rochev. Robert é secretamente consciente de que Thea não é sua filha biológica, mas de Malcolm Merlyn, mas Robert aceitou Thea, no entanto, e também atuou como um pai substituto para o filho de Malcolm, Tommy depois de sua relação ter  tornado distante. Quando jovem, Robert ganhou a sua riqueza através de meios corrompidos, mas ele gradualmente arrependeu-se de sua ganância, levando-o a juntar-se a sociedade secreta de Malcolm, Tempest, para melhorar a condição de Starling City, em busca de amenizar seus atos. Ele e Oliver ficaram ambos perdidos no mar, quando Malcolm sabota o Queen's Gambit. Robert sacrifica sua vida, matando a si mesmo, aumentando as chances de sobrevivência de Oliver de voltar para casa, em Starling City para que Oliver poderia corrigir erros de Robert.

### Tobias Church
Tobias "Charon" Church (Chad L. Coleman) é um gangster imponente que busca unir várias empresas criminosas em Star City sob seu próprio comando singular.

### Rene Ramirez
Rene Ramirez (Rick Gonzalez) é um novo vigilante em Star City cujas ações imprudentes e pretensiosas solicita que o Arqueiro Verde o guie. É baseado no personagem Cão Raivoso, da DC Comics.

### Billy Malone
Billy Malone (Tyler Ritter) é um novo membro do Departamento de Polícia de Star City.

### Susan Williams
Susan Williams (Carly Pope) é uma repórter de Coast City.

### Andrew Diggle
Andrew "Andy" Diggle (Eugene Byrd) é o irmão caçula de John Diggle e um guarda-costas que, devido a razões desconhecidas, foi morto pela C.O.L.M.É.I.A. com a contratação de Floyd Lawton como seu assassino. Acontece que Andy levava uma vida dupla no serviço militar como um traficante de drogas no Afeganistão, que era como ele veio para dar aviso prévio. A C.O.L.M.É.I.A. falsificou a morte de Andy, e ele se tornou um dos "Fantasmas" de Damien Darhk. John suspeita que, ao invés de ter sofrido uma lavagem cerebral por Darhk, Andy se juntou a C.O.L.M.É.I.A. por sua livre vontade, e tenta se reconciliar com seu irmão para salvá-lo da condenação.

### Walter Steele
Walter Steele (Colin Salmon) é o atual marido de Moira Queen e foi o melhor amigo de Robert Queen, ele trabalha nas Consolidações Queen.

### Yao Fei
Yao Fei (Byron Mann) é o pai de Shado e o primeiro a encontrar Oliver Queen na ilha de Lian Yu. Ele é mantido prisioneiro da ilha depois que é declarado ser extremamente perigoso pelo governo chinês.

### Shado
- HQ: Shado é uma dominadora de tiro com arco e artes marciais, apareceu pela primeira vez em Green Arrow: The Longbow Hunters #1, e foi criada por Mike Grell. É notável por ser uma antagonista e interesse amoroso do Arqueiro Verde nos quadrinhos, ela medicou o herói e abusou dele, gerando um filho chamado Robert Queen.

- TV: Shado (Celina Jade) é uma dominadora de tiro com arco e artes marciais. Se tornou interesse amoroso de Oliver no período em que eles estavam na ilha ao lado de Slade. É baseada na personagem japonesa e assassina de mesmo nome, da DC Comics.

### Dinah Lance
Dinah Lance (Alex Kingston) é a ex-esposa de Quentin Lance. Dinah é uma professora universitária que ensina história europeia. Antes do desaparecimento de Sara, Dinah realmente descobre do relacionamento de sua filha mais nova com Oliver, e é cheia de culpa por não impedi-la após o incidente. Após a morte presumida de Sara, o casamento de Dinah com Quentin se deteriora e que, em última análise se divorciam. Ela, então, deixa sua família para encontrar sua filha perdida, a quem ela corretamente acredita que ainda está viva. Depois de Dinah se instala em Central City, ela conhece alguém lá e eles eventualmente são casados. Apesar de ainda separar-se de Quentin depois do retorno de Sara, Dinah permanece perto dele e suas filhas, e incentiva Quentin para seguir em frente de seu passado.

### Joanna De La Vega
Joanna De La Vega (Annie Ilonzeh) é uma advogada de assistência jurídica e a melhor amiga de Laurel Lance.

### China White
China White (Kelly Hu) é líder da Tríade Chinesa que busca vingança contra o Arqueiro por derrotá-la em combate depois de seu primeiro encontro. É baseada na personagem de mesmo nome, da DC Comics.

### McKenna Hall
MacKenna Hall (Janina Gavankar) é uma detetive no Departamento de Polícia de Starling City. Ela se torna interesse amoroso de Oliver Queen na primeira temporada.

### Floyd Lawton
Floyd Lawton (Michael Rowe) é um mercenário que matou Andy Diggle, o irmão de John Diggle. Lawton também é membro do Esquadrão Suicida. É baseado no personagem Pistoleiro, da DC Comics.

### Pecado
- HQ: Pecado é a filha adotiva de Canário Negro. Introduzida quando a Canário Negro fez um acordo com Lady Shiva. Elas trocaram de lugares por um ano, Lady integrou o grupo Aves de Rapina e Dinah Lance foi para um treinamento duro em algum lugar da Ásia, em uma aldeia governada por Mother, a matriarca cruel e mestre nas artes marciais. Dinah foi autorizada a ser treinada por Mother e muitas vezes sofreu um abuso físico e mental horrível. Enquanto estava lá, conheceu uma menina apelidada de Pecado. Pecado estava sendo preparada para se tornar a próxima Lady Shiva, após a morte da assassina. Sin e Dinah desenvolveram um vínculo imediato que beirava a irmãs/mãe e filha. Quando Dinah se cansou de Mother e do treinamento, ela decidiu sair e levar Pecado com ela. Mother tentou impedir, porém não foi páreo para a Canário Negro.

- TV: Na série Arrow, Pecado (Bex Taylor-Klaus) é a protegida de Sara Lance, a primeira Canário da série, adaptação da Canário Negro das HQs, quando essa vem a cidade em busca de notícias de sua família. Pecado também acaba ficando amiga de Roy. Como nos quadrinhos, Canário e ela acabam desenvolvendo uma relação fraternal ao ponto de Sara a considerar como uma irmã mais nova.

### Barry Allen
Barry Allen (Grant Gustin) aparece pela primeira vez na segunda temporada, como um perito criminal que visita Starling City para investigar uma série de crimes. Barry retorna no oitavo episódio da terceira temporada, já com sua super velocidade. É baseado no personagem Barry Allen, da DC Comics.

### Sebastian Blood
- HQ: Há 700 anos, um cristão chamado Irmão Sebastian adquiriu o poder de invulnerabilidade, retardando seu envelhecimento. Entretanto, ele foi amaldiçoado com a regra de que todo filho de um Irmão Sangue deveria assassinar o próprio pai antes do aniversário de 100 anos. Sebastian foi um adolescente que matou um dos Irmão Sangue, assumiu o manto, adquiriu poderes vampíricos e tentou até casar com Ravena ao revelar que o culto servia como adoração ao Demônio Trigon. Exibe habilidades similares a de um vampiro. Ao extrair o sangue de alguém, adquire a habilidade de possuir temporariamente o poder da vítima.

- Irmão Sangue Blood II: Anos mais tarde, Irmão Sangue retornou de forma fantástica. Organizou grupos em um projeto para sequestrarem bebês, com fins de formar um novo culto. Seus planos não foram concluídos devido ao surgimento de um adolescente que se referia como filho de Sangue. Tornando-se o atual Sangue. A linhagem desse Sangue é atualmente desconhecida.

- TV: Na série Arrow, Sebastian Blood (Kevin Alejandro), também conhecido como "Irmão Sangue", é um vereador e líder de culto, que subiu ao poder após a destruição do setor leste do bairro Glades. Ele culpa a família Queen pela destruição. No entanto, é revelado no episódio "Crucible", que ele dirige um culto maligno que planeja assumir Starling City. No episódio "Three Ghosts", é revelado que Slade Wilson, o Exterminador, é seu superior. Raptou cidadãos para Wilson testar o soro Mirakuru.

### Isabel Rochev
Isabel Rochev (Summer Glau) é vice-presidente de aquisições da Stellmor Internacional, que tem o objetivo de adquirir as Consolidações Queen. Seu nome está na lista negra de Oliver Queen, dois nomes depois de Adam Hunt.

### Dr. Anthony Ivo
Dr. Anthony Ivo (Dylan Neal) é o primeiro personagem na série a contar para Oliver, Slade, e Shado sobre o soro "Mirakuru", ele também é responsável pela morte de Shado. Depois de uma de suas mãos ser cortada por Slade, ele é morto por Oliver na ilha. É baseado no personagem Professor Ivo, da DC Comics.

### Nyssa al Ghul
- HQ: Em A Morte e As Donzelas, foi revelado que em uma de suas viagens pela Rússia no século XVIII, Ra's al Ghul teve um romance e com isso uma outra filha, Nyssa Raatko. Abandonada pelo pai, foi torturada e teve sua família morta durante o Holocausto. Jurando vingança, Nyssa planejou minuciosamente o uso de toda a sua riqueza e recursos que dispunha para assassinar seu pai. Nesse intervalo de tempo, sequestrou e fez uma lavagem cerebral em sua meia-irmã, Talia al Ghul, conseguindo converter Talia em uma arma capaz de matar Ra's. Nyssa também planejou o assassinato do Superman, após roubar os projéteis de kryptonita guardados na Batcaverna. Bem-sucedido ao impedir a morte do Homem de Aço, Batman não pôde impedir a morte de Ra's nas mãos de Nyssa Raatko.

- TV: Na série Arrow, Nyssa al Ghul (Katrina Law), também conhecida como "Herdeira do Demônio", é apaixonada por Sara e vai em busca dela na segunda temporada, para convencer a fugitiva de retornar para a Liga dos Assassinos.[19]

### Amanda Waller
Amanda Waller (Cynthia Addai-Robinson) é líder do Esquadrão Suicida e possui uma história no passado envolvendo Oliver e Diggle. É baseada na personagem de mesmo nome, da DC Comics.

### Bethany Snow
- HQ: Bethany Snow é uma jornalista que se torna membro da Igreja de Sangue. Em nome do Irmão Sangue, ela tenta desacreditar os Titãs na TV. Após o reboot Os Novos 52, aparece como parte do grupo de notícias do Canal 52 no final de cada HQ, para relatar os eventos que estão acontecendo no Universo DC.

- TV: Na série Arrow, Bethany Snow (Keri Adams) é uma jornalista do Canal 52. Introduzida na segunda temporada, onde logo no primeiro episódio anuncia a volta de Oliver Queen para Starling City.

### Ray Palmer
Ray Palmer (Brandon Routh) aparece na terceira temporada, adquire as Consolidações Queen e vira o novo CEO, também trabalha com Felicity Smoak na construção de Star City, uma reformulação em Starling City. É baseado no personagem Eléktron, da DC Comics.

### Ted Grant
Ted Grant (J. R. Ramirez) é um ex-vigilante e lutador de boxe que treina Laurel Lance, a Canário Negro, antes dela se tornar a super-heroína. É baseado no personagem Pantera, da DC Comics.

### Ra's al Ghul
Ra's al Ghul (Matthew Nable) é líder da Liga dos Assassinos, pai de Nyssa e Talia al Ghul, e mentor de Sara Lance e Malcolm Merlyn. Seu nome significa Cabeça do Demônio. É baseado no personagem de mesmo nome, da DC Comics.

### Maseo Yamashiro
Maseo Yamashiro (Karl Yune) é um dos antigos mentores e velho amigo de Oliver Queen. Ele também é o marido de Tatsu Yamashiro e pai de Akio Yamashiro. Algum tempo depois de Hong Kong, Maseo entrou para a Liga dos Assassinos, em torno do mesmo tempo que Sara Lance. A partir de então, ele passou a ser meramente conhecido como Sarab, se recusando a usar o seu antigo nome.

### Tatsu Yamashiro
- HQ: "Katana" é o codinome de Tatsu Yamashiro, uma samurai expert em artes marciais japonesas e que tem uma espada mortal, a Katana, usada para combater o mal em todo o mundo. A espada mística contém a alma de cada pessoa morta por ela, além de lhe dar o poder de comunicação com as almas. Ela é atualmente um membro das Aves de Rapina, mas anteriormente foi membro do grupo Renegados de Batman.

- TV: Em 2009, participou do desenho animado Batman: The Brave and the Bold no episódio "Enter the Outsiders!". Na série Arrow, Tatsu Yamashiro (Rila Fukushima) integrou como uma personagem recorrente na terceira temporada. Tatsu é uma das mentoras de Oliver Queen em flashbacks de seu treinamento, uma influência crucial em sua jornada de eventualmente tornar-se o justiceiro dos dias atuais.

## Outros personagens
O que se segue é uma lista suplementar de recorrentes astros convidados que aparecem em papéis menores. Os personagens estão listados, em ordem alfabética pelo ator, pela época em que apareceu pela primeira vez.
| - Ben Browder interpreta Ted Gaynor, Ex-comandante militar de Diggle que transforma desonestos e começa a roubar dinheiro de transferências de caminhão apenas para ser morto pelo arqueiro em "Trust But Verify". Gaynor retorna em flashbacks em "Suicide Squad", onde sua história militar com Diggle é mostrada. - Roger Cross interpreta Detetive Lucas Hilton, parceiro do detetive Lance que o ajuda, principalmente quando ele é um detetive na primeira temporada. Ele é morto por Cyrus Gold em "Three Ghosts". - Andrew Dunbar interpreta Garfield Lynns um ex-bombeiro que está matando outros bombeiros. - Seth Gabel interpreta O Conde / Conde Vertigo, revendedor da droga mortal conhecida como Vertigo. Tendo já ódio de O Conde pelo vício de Thea pelo Vertigo, Oliver, em última análise mata o traficante para salvar a vida de Felicity quando ela é mantida refém por ele. - Janina Gavankar interpreta McKenna Hall, uma vice-policial que namora Oliver. - Currie Graham interpreta Derek Reston, líder da Gangue Royal Flush. - Chelah Horsdal interpreta Kate Spencer, a procurador da República. Ela é morta na segunda temporada durante tumulto de Slade Wilson, em Starling City. - Annie Ilonzeh interpreta Joanna De La Vega, amiga e colega de trabalho de Laurel no CNRI. - Christie Laing interpreta Carly Diggle, interesse amoroso de John Diggle e viúva de seu irmão, Andy. - Eugene Lipinski interpreta Alexei Leonov, um membro da Bratva. - Brian Markinson interpreta Adam Hunt, um homem de negócios corrupto que é a primeira pessoa na "Lista" parado por Oliver, e foi chantageado pela empresa de estar envolvido com eles. Hunt depois é morto por Malcolm Merlyn. - Jeffrey Nordling interpreta Frank Bertinelli, pai de Helena e chefe da máfia. - Tahmoh Penikett interpreta Nick Salvati, o 'braço-direiro' de Frank Bertinelli. - J. August Richards interpreta Sr. Blank no episódio "Home Invasion". Sr. Blank é um assassino contratado para matar Laurel Lance e uma testemunha de um processo judicial. Originalmente, o personagem seria Onomatopeia, mas os produtores mudaram de ideia ao descobrir que o personagem não poderia ser adaptado para a TV. - Jeffrey Robinson interpreta Billy Wintergreen, Parceiro da Slade Wilson na ASIS, que o traiu e se juntou com Fyers. Ele foi depois morto pelo Slade. | - Dylan Bruce, interpreta Assistente do promotor público Adam Donner, que se torna o novo chefe de Laurel na segunda temporada. Mais tarde na temporada, ele é demitido. - Michael Eklund interpreta Barton Mathis / Dollmaker, um assassino em série misógino e inimigo de Quentin Lance, posteriormente morto por Sara Lance. - Anna Hopkins interpreta Samantha Clayton, a mãe do filho de Oliver, William. Oliver namorou Samantha enquanto estava em seu relacionamento com Laurel, e ela engravidou. Moira a subornou para dizer ao Oliver que havia perdido o bebê, e ela se mudou para Central City, onde teve o bebê. Oliver não descobriu sobre a existência de William por sobre uma década. - Jimmy Jean-Louis interpreta o capitão do navio, Amazo. - Robert Knepper interpreta William Tockman / Rei Relógio - Nicholas Lea interpreta Mark Francis, um associado a Walter Steele. - Sean Maher interpreta Mark Scheffer / Shrapnel, um membro do Esquadrão Suicida, morto durante sua primeira missão. - David Nykl interpreta Anatoli Knyazev, baseado no personagem KGBesta. Anatoli foi sequestrado pelo Dr. Ivo e levado a Lian Yu onde ele encontra Oliver Queen e se tornam amigos. Nos flashbacks da quinta temporada, Anatoli faz de Oliver capitão da Bratva. - Teryl Rothery interpreta Jean Loring, a advogada de Moira em seu julgamento por assassinato. - Graham Shiels interpreta Cyrus Gold que é o primeiro a sobreviver a injeção do Mirakuru nos dias de hoje. Oliver o derrota no episódio "Three Ghosts". - Michael Jai White interpreta Ben Turner / Tigre de Bronze, um membro do Esquadrão Suicida. |

| - Austin Butler interpreta Chase, um DJ que se torna um interesse romântico de Thea. No episódio, "Midnight City", é revelado que ele é um espião da Liga dos Assassinos de Ra's al Ghul, e ele comete suicídio ao invés de ser capturado no episódio "Canaries". - David Cubitt interpreta Mark Shaw, baseado no personagem da DC Comics, Caçador. Shaw é um operador da A.R.G.U.S. em Corto Maltese que cruza o caminho de Diggle, e acabará por ser conhecido como Caçador. - Steven Culp interpreta Senador Cray, em alvo de uma missão resgate do Esquadrão Suicida. Ele trabalha contra seus salvadores, desde que ele tinha projetado uma crise de reféns para reforçar suas ambições presidenciais. - Nolan Funk interpreta Cooper Seldon, o namorado da Felicity durante seu tempo no MIT, e líder da organização hacktivista que virou terrorista conhecida como "Irmão Olho". - Amy Gumenick interpreta Carrie Cutter / Cupido, baseado no personagem da DC Comics de mesmo nome. Carrie é uma vilã letal com uma paixão obsessiva perigosamente no arqueiro mas é mais tarde inscrita no Esquadrão Suicida, onde ela subsequentemente cria uma queda por Floyd Lawton / Pistoleiro. - Doug Jones interpreta Jake Simmons / Raio Mortal, um meta-humano de Opal City que recebe seus poderes por maneiras desconhecidas, com a habilidade de fazer explosões de energia plasma. - Vinnie Jones interpreta Daniel "Danny" Brickwell, um líder de gangue em Starling City. Ele ganha o apelido de "Tijolo" por ser baleado várias vezes, sem nunca ter sido colocado para baixo. Brick organiza a aquisição do Glades na ausência de Oliver e mais tarde revelou ter matado a esposa de Malcolm, Rebecca, e, portanto, é o catalisador indireto para os eventos da série. - Adrian Glynn McMorran interpreta Michael Amar / Murmúrio, um homem cuja boca é fechada, que aprova um regime de vingança mortal na SCPD para aprisioná-lo na Penitenciária Iron Heights em uma falsa confissão. - Marc Singer interpreta o General do Exército dos Estados Unidos, Matthew Shrieve, que é introduzido em um flashback no final do episódio "The Return". Shrieve se apresenta como uma contraparte mais razoável de Amanda Waller, mesmo permitindo Oliver e os Yamashiros livres após a conclusão da missão em Hong Kong; ele mais tarde revelou ser a pessoa que ordenou suas mortes, traindo e moldando Waller a usar o vírus que adquiriram para paralisar a China, que ele vê como uma ameaça crescente para a América. Shrieve também é responsável por causar a morte de Akio e em vingança, ele é brutalmente torturado por Oliver durante horas, em seguida, executados por Maseo. - Peter Stormare interpreta Werner Zytle / Vertigo baseado no personagem Conde Vertigo, da DC Comics, que aparece em Os Novos 52. Werner é o novo fornecedor da droga Vertigo, após a morte do Conde na segunda temporada. Zytle procura matar o Arqueiro em uma tentativa de levantar o perfil como um senhor do crime, mas foi derrotado depois de encontrar as irmãs Canárias; ele se torna o inimigo delas e procura represália contra as Canárias. - Nick Tarabay interpreta Digger Harkness, baseado no personagem da DC Comics, Capitão Bumerangue. Harkness é um ex-agente da ASIS e membro do Esquadrão Suicida que é altamente qualificado em artes marciais e espionagem, cujas armas de escolha são bumerangues feitos sob medida. - Matt Ward interpreta Simon Lacroix / Komodo, baseado no personagem da DC Comics de mesmo nome. Lacroix é um arqueiro mercenário que usa o nome de Komodo e foi originalmente suspeito de matar Sara Lance / Canário. | - Tom Amandes interpreta Noah Kuttler / Calculador, baseado no personagem de mesmo nome, da DC Comics. Noah Kuttler é o pai afastado de Felicity, que possui uma carreira cyber-criminosa e antes abandonou ela e sua mãe Donna Smoak. Ele tem habilidade avançadas de ciências da computação e habilidades de hacker que rivaliza as de sua filha, que ele usa para chantagear Roy Harper sair do esconderijo. - J.R. Bourne interpreta Jeremy Tell / Duplo, baseado no personagem da DC Comics de mesmo nome. Ele é um meta-humano que consegue transformar seus cartões de tatuagem em armas. - Alexander Calvert interpreta Lonnie Machin / Anarquia, baseado no personagem da DC Comics de mesmo nome. Machin é um criminoso freelancer desequilibrado que está disposto a fazer o que for preciso para impressionar um potencial empregador. - Casper Crump interpreta Vandal Savage, baseado no personagem da DC Comics de mesmo nome. Vandal Savage é um imortal de 6,000 anos de idade, que manipulou líderes durante a história com a intenção de ganhar a dominação de todo o mundo. Ele se torna o principal antagonista da série spin-off DC's Legends of Tomorrow - Megalyn Echikunwoke interpreta Mari McCabe / Vixen, baseada na personagem de mesmo nome, da DC Comics. Originalmente da África e órfã bem cedo, Mari herda o Tantu Totem de sua família, permitindo-lhe acessar aos poderes de animais. Echikunwoke reprisa seu papel da websérie animada no Universo Arrow Vixen. - Falk Hentschel interpreta Carter Hall / Gavião Negro, baseado no personagem de mesmo nome, da DC Comics. Hall é a última reencarnação de um príncipe egípcio que possui o destino de reencarnar durante o tempo junto com sua alma gêmea, Kendra Saunders / Mulher Gavião. Carter é um dos protagonistas da série Legends of Tomorrow. - Chenier Hundal interpreta Paul, o marido de Curtis Holt e novo fisioterapeuta de Felicity Smoak. - Peter Francis James interpreta Dr. Aldus Boardman, um clássico professor da St. Roch University, que é expert na história do Gavião Negro e da Mulher Gavião. - Emily Kinney interpreta Brie Larvan, uma versão feminina do Bug-Eyed Bandit, um gênio narcisista tecnológico e assassino que começa a rivalizar com Felicity Smoak. Emily Kinney reprisa seu papel de The Flash. - Madison McLaughlin interpreta Evelyn Crawford Sharp / Artemis, baseada na personagem Starling, da DC Comics. Ela assume o manto da Canário Negro após a morte de Laurel, se estabelecendo no nome Artemis. - Ciara Renée interpreta Kendra Saunders / Mulher-Gavião, uma jovem mulher que está apenas começando a aprender que ela é ela foi reencarnada várias vezes ao longo dos séculos. Quando provocada, sua antiga persona guerreira manifesta-se, juntamente com as asas que crescem fora de suas costas, ganhando-lhe o nome de Mulher-Gavião. Kendra é uma das protagonistas da série Legends of Tomorrow. - Jeri Ryan interpreta Jessica Danforth, uma amiga da família Queen, e candidata à prefeita de Star City, que, mais tarde, desiste da campanha após ter sua filha sequestrada. - Matt Ryan interpreta John Constantine, um ex-estelionatário enigmático e irreverente, que agora é um relutante detetive sobrenatural. Ryan aparece no quinto episódio da temporada por um "one-time-only-deal". Constantino é um associado de Oliver—se conheceram em Lian Yu—e desempenha um papel fundamental na realização da ressurreição de Sara Lance. - Rutina Wesley interpreta Liza Warner, baseada na personagem Lady Cop, da DC Comics. Warner é um membro da força tarefa anti vigilante que passou a ser desonesta. - Janet Kidder interpreta Ruvé Adams, a esposa de Damien Darhk, que compartilha suas ambições e concorre com Oliver para se tornar a prefeita de Star City. |

| - Melissa Benoist interpreta Kara Danvers / Supergirl, reprisando seu papel na série Supergirl. Supergirl é uma amiga de Barry Allen de outro universo. - Garry Chalk interpreta J.G. Walker, um general corrupto do exército dos Estados Unidos que incrimina Diggle para encobrir seus acordos de armas ilegais. - Cody Rhodes interpreta Derek Sampson, um vendedor de drogas que aterroriza Star City. - Patrick Sabongui interpreta David Singh, capitão de polícia do CCPD. Oliver o contacta como o Arqueiro Verde para conseguir informações necessárias para localizar Dinah Drake sob o codinome de "Tina Boland". Sabongui interpreta o personagem em The Flash. - Wil Traval interpreta Christopher Chance / Alvo Humano, baseado no personagem de mesmo nome, da DC Comics, que é contratado por Oliver para servir como seu dublê de corpo quando ele é o prefeito. - Nick Zano interpreta Nathan Heywood / Cidadão Gládio, um historiador que consegue se transformar em uma forma feita de aço. Zano estrela como um personagem de Legends of Tomorrow. | - Kirk Acevedo interpreta Ricardo Diaz, um traficante libertado recentemente do encarceramento que lidera uma equipe de criminosos de rua e cientistas no desenvolvimento de um esteroide experimental usado por John Diggle para contornar seus tremores. Mais tarde, ele é revelado como o principal antagonista da sexta temporada que manipula eventos da vida de Oliver Queen e Cayden James nos bastidores, e mata James ao admitir que ele orquestrou a morte de seu filho e se prepara para lançar seu próprio esquema em Star City. - Tom Cavanagh interpreta Dr. Harrison "Harry" Wells, um renomado cientista da Terra-2 e um aliado do Team Flash. Wells é também uma contraparte no universo paralelo do Dr. Harrison Wells da Terra-1, assassinado por Eobard Thawne. - Cavanagh também interpreta Eobard Thawne / Flash Reverso, um impostor metahumano de Harrison Wells. |

## Aparições

#### Personagens principais
| Ator                   | Personagem                            | Arrow                           | Arrow                           | Arrow                           | Arrow                           | Arrow                           | Arrow                           | Arrow                           | Arrow                           | Total Geral |   |   |
| ---------------------- | ------------------------------------- | ------------------------------- | ------------------------------- | ------------------------------- | ------------------------------- | ------------------------------- | ------------------------------- | ------------------------------- | ------------------------------- | ----------- | - | - |
| Ator                   | Personagem                            |                                 |                                 | 1                               | 2                               | 3                               | 4                               | 5                               | 6                               | Total Geral | 7 | 8 |
| Stephen Amell          | Oliver Queen / Arqueiro Verde         | 23                              | 23                              | 23                              | 23                              | 23                              | 23                              | 22                              | 10                              | 170         |   |   |
| David Ramsey           | John Diggle / Espartano               | 23                              | 23                              | 23                              | 23                              | 23                              | 21                              | 21                              | 9                               | 166         |   |   |
| Willa Holland          | Thea Queen / Speedy                   | 20                              | 23                              | 22                              | 23                              | 15                              | 10                              | 1                               | 2                               | 116         |   |   |
| Paul Blackthorne       | Quentin Lance                         | 20                              | 20                              | 18                              | 18                              | 19                              | 17                              | 1                               | 2                               | 115         |   |   |
| Katie Cassidy          | Laurel Lance (terra 1 e 2)            | 23                              | 20                              | 22                              | 19                              | 6                               | 15                              | 13                              | 9                               | 127         |   |   |
| Susanna Thompson       | Moira Queen                           | 22                              | 19                              | 1                               | -                               | 2                               | -                               | -                               | 2                               | 46          |   |   |
| Colin Donnell          | Tommy Merlyn                          | 20                              | 1                               | 2                               | -                               | -                               | 2                               | 1                               | 2                               | 28          |   |   |
| Emily Bett Rickards    | Felicity Smoak / Observadora          | 17                              | 23                              | 23                              | 23                              | 23                              | 23                              | 22                              | 1                               | 155         |   |   |
| Colton Haynes          | Roy Harper / Arsenal                  | 6                               | 20                              | 19                              | 1                               | -                               | 2                               | 10                              | 3                               | 61          |   |   |
| Manu Bennett           | Slade Wilson / Exterminador           | 10                              | 20                              | 1                               | -                               | 2                               | 3                               | -                               | 1                               | 37          |   |   |
| John Barrowman         | Malcolm Merlyn / Arqueiro Negro       | 12                              | 4                               | 18                              | 14                              | 4                               | -                               | 1                               | 1                               | 54          |   |   |
| Echo Kellum            | Curtis Holt / Senhor Incrível         | -                               | -                               | -                               | 11                              | 23                              | 23                              | 13                              | 2                               | 72          |   |   |
| Josh Segarra           | Adrian Chase / Prometheus             | -                               | -                               | -                               | -                               | 22                              | 1                               | -                               | 1                               | 24          |   |   |
| Rick Gonzalez          | Rene Ramirez / Cão Raivoso            | -                               | -                               | -                               | -                               | 21                              | 19                              | 17                              | 6                               | 63          |   |   |
| Juliana Harkavy        | Dinah Drake / Canário Negro           | -                               | -                               | -                               | -                               | 12                              | 22                              | 20                              | 8                               | 62          |   |   |
| Kirk Acevedo           | Ricardo Diaz                          | -                               | -                               | -                               | -                               | -                               | 13                              | 12                              | -                               | 25          |   |   |
| Katherine McNamara     | Mia Smoak-Queen / Arqueira Verde      | -                               | -                               | -                               | -                               | -                               | -                               | 10                              | 9                               | 19          |   |   |
| Ben Lewis              | William Clayton                       | -                               | -                               | -                               | -                               | -                               | -                               | 11                              | 8                               | 19          |   |   |
| Joseph David-Jones     | Connor Hawke                          | -                               | -                               | -                               | -                               | -                               | -                               | 6                               | 7                               | 13          |   |   |
| Elenco e Personagens:  | Elenco e Personagens:                 | Recorrentes e as suas aparições | Recorrentes e as suas aparições | Recorrentes e as suas aparições | Recorrentes e as suas aparições | Recorrentes e as suas aparições | Recorrentes e as suas aparições | Recorrentes e as suas aparições | Recorrentes e as suas aparições | Total       |   |   |
| Celina Jade            | Shado                                 | 6                               | 12                              | -                               | 1                               | -                               | 1                               | -                               | -                               | 20          |   |   |
| Colin Salmon           | Walter Steele                         | 10                              | 4                               | -                               | -                               | -                               | -                               | -                               | -                               | 14          |   |   |
| Kelly Hu               | Chien Na Wei / China White            | 5                               | 1                               | 3                               | -                               | 1                               | -                               | 2                               | 1                               | 13          |   |   |
| Roger Cross            | Lucas Hilton                          | 8                               | 2                               | 1                               | -                               | -                               | -                               | -                               | -                               | 12          |   |   |
| Annie Ilonzeh          | Joanna De La Vega                     | 7                               | 1                               | -                               | -                               | -                               | -                               | -                               | -                               | 8           |   |   |
| Byron Mann             | Yao Fei Gulong                        | 10                              | -                               | -                               | -                               | 1                               | -                               | -                               | 1                               | 12          |   |   |
| Sebastian Dunn         | Edward Fyers                          | 10                              | -                               | -                               | -                               | -                               | -                               | -                               | 1                               | 11          |   |   |
| Christie Laing         | Carly Diggle                          | 6                               | -                               | -                               | -                               | -                               | -                               | -                               | -                               | 6           |   |   |
| Janina Gavankar        | McKenna Hall                          | 4                               | -                               | -                               | -                               | -                               | -                               | -                               | -                               | 4           |   |   |
| Chin Han               | Frank Chen                            | 4                               | -                               | -                               | -                               | -                               | -                               | -                               | -                               | 4           |   |   |
| Audrey Marie Anderson  | Lyla Michaels / Precursora            | 2                               | 4                               | 7                               | 7                               | 5                               | 1                               | 5                               | 6                               | 37          |   |   |
| Adrian Holmes          | Frank Pike                            | 3                               | 4                               | 1                               | 1                               | 4                               | 2                               | -                               | -                               | 15          |   |   |
| Chelah Horsdal         | Kate Spencer                          | 1                               | 4                               | -                               | -                               | -                               | -                               | -                               | -                               | 5           |   |   |
| Kathleen Gati          | Raisa                                 | 1                               | -                               | -                               | -                               | -                               | 5                               | -                               | -                               | 6           |   |   |
| Keri Adams             | Bethany Snow                          | -                               | 13                              | 5                               | 4                               | 5                               | 8                               | 7                               | 2                               | 44          |   |   |
| Caity Lotz             | Sara Lance / Canário / Canário Branco | -                               | 21                              | 4                               | 4                               | 1                               | 2                               | 2                               | 2                               | 36          |   |   |
| Cynthia Addai-Robinson | Amanda Waller / Sabiá                 | -                               | -                               | 6                               | 8                               | 3                               | -                               | -                               | -                               | 17          |   |   |
| Bex Taylor-Klaus       | Pecado                                | -                               | 7                               | 1                               | -                               | -                               | -                               | 1                               | -                               | 9           |   |   |
| David Nykl             | Anatoli Knyazev                       | -                               | 9                               | -                               | -                               | 13                              | 10                              | 2                               | 2                               | 36          |   |   |
| Teryl Rothery          | Jean Loring                           | -                               | 4                               | -                               | -                               | -                               | 3                               | -                               | -                               | 7           |   |   |
| Kevin Alejandro        | Sebastian Blood / Irmão Sangue        | -                               | 12                              | -                               | -                               | -                               | -                               | -                               | -                               | 12          |   |   |
| Dylan Neal             | Dr. Anthony Ivo                       | -                               | 10                              | -                               | -                               | -                               | -                               | -                               | -                               | 10          |   |   |
| Summer Glau            | Isabel Rochev / Devastadora           | -                               | 9                               | -                               | -                               | -                               | -                               | -                               | -                               | 9           |   |   |
| Dylan Bruce            | Adam Donner                           | -                               | 8                               | -                               | -                               | -                               | -                               | -                               | -                               | 8           |   |   |
| Jesse Hutch            | Daily                                 | -                               | 6                               | -                               | -                               | -                               | -                               | -                               | -                               | 6           |   |   |
| Katrina Law            | Nyssa al Ghul                         | -                               | 2                               | 8                               | 4                               | 2                               | 1                               | 1                               | 1                               | 19          |   |   |
| Grant Gustin           | Barry Allen / Flash                   | -                               | 2                               | 3                               | 4                               | 1                               | 1                               | 2                               | 2                               | 15          |   |   |
| Michael Jai White      | Ben Turner/Bronze Tiger               | -                               | 3                               | -                               | -                               | -                               | -                               | 7                               | -                               | 10          |   |   |
| Brandon Routh          | Ray Palmer / Átomo                    | -                               | -                               | 16                              | 4                               | 1                               | -                               | -                               | 1                               | 22          |   |   |
| Rila Fukushima         | Tatsu Yamashiro / Katana              | -                               | -                               | 14                              | 1                               | -                               | -                               | -                               | 1                               | 16          |   |   |
| Karl Yune              | Maseo Yamashiro / Sarab               | -                               | -                               | 19                              | -                               | -                               | -                               | -                               | -                               | 19          |   |   |
| Brandon Nomura         | Akio Yamashiro                        | -                               | -                               | 13                              | -                               | -                               | -                               | -                               | -                               | 13          |   |   |
| Matt Nable             | Ra's al Ghul                          | -                               | -                               | 10                              | -                               | -                               | -                               | -                               | -                               | 10          |   |   |
| Marc Singer            | Matthew Schrieve                      | -                               | -                               | 5                               | -                               | -                               | -                               | -                               | -                               | 5           |   |   |
| J.R. Ramirez           | Ted Grant / Pantera                   | -                               | -                               | 5                               | -                               | -                               | -                               | -                               | -                               | 5           |   |   |
| Charlotte Ross         | Donna Smoak                           | -                               | -                               | 2                               | 9                               | -                               | 1                               | -                               | -                               | 12          |   |   |
| Eugene Byrd            | Andy Diggle                           | -                               | -                               | 1                               | 8                               | -                               | -                               | -                               | -                               | 9           |   |   |
| Adrian Glynn McMorran  | Michael Amar / Murmúrio               | -                               | -                               | 1                               | 4                               | -                               | -                               | -                               | -                               | 5           |   |   |
| Vinnie Jones           | Daniel Brickwell                      | -                               | -                               | 3                               | 1                               | -                               | -                               | 5                               | -                               | 9           |   |   |
| Tom Amandes            | Noah Kuttler / Calculador             | -                               | -                               | -                               | 4                               | -                               | 1                               | -                               | -                               | 5           |   |   |
| Neal McDonough         | Damien Darhk                          | -                               | -                               | -                               | 19                              | 1                               | -                               | -                               | -                               | 20          |   |   |
| Chernier Hundal        | Paul Holt                             | -                               | -                               | -                               | 4                               | 2                               | -                               | -                               | -                               | 6           |   |   |
| Alexander Calvert      | Lonnie Machin / Anarquia              | -                               | -                               | -                               | 4                               | 1                               | -                               | -                               | -                               | 5           |   |   |
| Elysia Rotaru          | Taiana Venediktov                     | -                               | -                               | -                               | 17                              | -                               | -                               | -                               | -                               | 17          |   |   |
| Jimmy Akingbola        | Baron Reiter                          | -                               | -                               | -                               | 16                              | -                               | -                               | -                               | -                               | 16          |   |   |
| Parker Young           | Alex Davis                            | -                               | -                               | -                               | 10                              | -                               | -                               | -                               | -                               | 10          |   |   |
| Ryan Robbins           | Conklin                               | -                               | -                               | -                               | 9                               | -                               | -                               | -                               | -                               | 9           |   |   |
| Janet Kidder           | Ruvé Adams                            | -                               | -                               | -                               | 7                               | -                               | -                               | -                               | -                               | 7           |   |   |
| Madison McLaughlin     | Evelyn Sharp / Artemis                | -                               | -                               | -                               | 1                               | 10                              | -                               | -                               | -                               | 11          |   |   |
| Jack Moore             | William Clayton (Criança)             | -                               | -                               | -                               | 3                               | 3                               | 16                              | 4                               | 1                               | 27          |   |   |
| Venus Terzo            | Dra. Elisa Schwartz                   | -                               | -                               | -                               | 3                               | 1                               | 8                               | 1                               | 1                               | 14          |   |   |
| Kacey Rohl             | Alena                                 | -                               | -                               | -                               | -                               | 5                               | 3                               | 4                               | -                               | 12          |   |   |
| Lexa Doig              | Talia al Ghul                         | -                               | -                               | -                               | -                               | 6                               | -                               | 1                               | 2                               | 9           |   |   |
| Joe Dinicol            | Rory Regan / Retalho                  | -                               | -                               | -                               | -                               | 11                              | -                               | 1                               | 1                               | 13          |   |   |
| Carly Pope             | Susan Williams                        | -                               | -                               | -                               | -                               | 10                              | -                               | -                               | -                               | 10          |   |   |
| David Meunier          | Ishmael Gregor                        | -                               | -                               | -                               | -                               | 7                               | -                               | -                               | -                               | 7           |   |   |
| Dolph Lundgren         | Konstantin Kovar                      | -                               | -                               | -                               | -                               | 6                               | -                               | -                               | -                               | 6           |   |   |
| Tyler Ritter           | Billy Malone                          | -                               | -                               | -                               | -                               | 6                               | -                               | -                               | -                               | 6           |   |   |
| Mike Dopud             | Viktor                                | -                               | -                               | -                               | -                               | 6                               | -                               | -                               | -                               | 6           |   |   |
| Chad L. Coleman        | Tobias Church                         | -                               | -                               | -                               | -                               | 4                               | -                               | -                               | -                               | 4           |   |   |
| Eliza Faria            | Zoe Ramirez                           | -                               | -                               | -                               | -                               | 3                               | 7                               | 5                               | 1                               | 16          |   |   |
| Andrea Sixtos          | Zoe Ramirez                           | -                               | -                               | -                               | -                               | -                               | -                               | 9                               | 4                               | 13          |   |   |
| Laara Sadiq            | Emily Pollard                         | -                               | -                               | -                               | -                               | 2                               | 1                               | 4                               | -                               | 7           |   |   |
| Cody Runnels           | Derek Sampson                         | -                               | -                               | -                               | -                               | 2                               | -                               | 5                               | -                               | 7           |   |   |
| Evan Roderick          | Nick Anastas                          | -                               | -                               | -                               | -                               | -                               | 7                               | 5                               | -                               | 12          |   |   |
| Sydelle Noel           | Samanda Watson                        | -                               | -                               | -                               | -                               | -                               | 6                               | 2                               | -                               | 8           |   |   |
| Michael Emerson        | Cayden James                          | -                               | -                               | -                               | -                               | -                               | 7                               | -                               | -                               | 7           |   |   |
| Tina Huang             | Kimberly Hill                         | -                               | -                               | -                               | -                               | -                               | 6                               | -                               | -                               | 6           |   |   |
| Johann Urb             | Vincent Sobel / Vigilante             | -                               | -                               | -                               | -                               | -                               | 5                               | -                               | -                               | 5           |   |   |
| Tobias Jelinek         | Sheck                                 | -                               | -                               | -                               | -                               | -                               | 4                               | -                               | -                               | 4           |   |   |
| Pej Vahdat             | Sam Armand                            | -                               | -                               | -                               | -                               | -                               | 4                               | -                               | -                               | 4           |   |   |
| Josh Byer              | P. Parks                              | -                               | -                               | -                               | -                               | -                               | 4                               | -                               | -                               | 4           |   |   |
| Sea Shimooka           | Emiko Adachi/Emiko Queen              | -                               | -                               | -                               | -                               | -                               | -                               | 11                              | 1                               | 12          |   |   |
| Brendan Fletcher       | Stanley Dover                         | -                               | -                               | -                               | -                               | -                               | -                               | 7                               | -                               | 7           |   |   |
| Miranda Edwards        | Honor / Silencer                      | -                               | -                               | -                               | -                               | -                               | -                               | 5                               | -                               | 5           |   |   |
| Christopher Gerard     | Virgil                                | -                               | -                               | -                               | -                               | -                               | -                               | 4                               | -                               | 4           |   |   |
| Raj Paul               | Keven Dale                            | -                               | -                               | -                               | -                               | -                               | -                               | 4                               | -                               | 4           |   |   |
| Charlie Barnett        | John Diggle, Jr./Deathstroke          | -                               | -                               | -                               | -                               | -                               | -                               | -                               | 4                               | 4           |   |   |
| Elenco e Personagens:  | Elenco e Personagens:                 | Convidados e as suas aparições  | Convidados e as suas aparições  | Convidados e as suas aparições  | Convidados e as suas aparições  | Convidados e as suas aparições  | Convidados e as suas aparições  | Convidados e as suas aparições  | Convidados e as suas aparições  | Total       |   |   |
| Carlos Valdes          | Cisco Ramon / Vibro                   | -                               | 1                               | 2                               | 1                               | 1                               | -                               | 1                               | -                               | 6           |   |   |
| Danielle Panabaker     | Caitlin Snow / Nevasca                | -                               | 1                               | 1                               | 1                               | -                               | 1                               | 1                               | -                               | 5           |   |   |
| Austin Butler          | Chase                                 | -                               | -                               | 3                               | -                               | -                               | -                               | -                               | -                               | 3           |   |   |
| Billy Joel             | Billy Joel                            | -                               | -                               | -                               | -                               | -                               | 1                               | -                               | -                               | 1           |   |   |